# Santa María Rayón
Santa María Rayón es una localidad del Estado de México, es la cabecera del Rayón. En el censo de 2020 estaba poblada por 9,540 habitantes.